# مونتي فيتوري
مونتي فيتوري (بالإيطالية: Monte Vettore)‏ هو جبل على الحدود بين أومبريا وماركي في وسط إيطاليا. هو جزء من سلسلة جبال سيبيليني وتقع في حديقة موني سيبيليني الوطنية.